# Diiodofenilpiruvato reduttasi
La diiodofenilpiruvato reduttasi è un enzima appartenente alla classe delle ossidoreduttasi, che catalizza la seguente reazione:
3-(3,5-diiodo-4-idrossifenil)lattato + NAD+ ⇄ 3-(3,5-diiodo-4-idrossifenil)piruvato + NADH + H+
I substrati sono caratterizzati da un anello aromatico con un piruvato come catena laterale. I substrati che presentano maggiore affinità sono derivati alogenati. I composti che contengono gruppi ossidrile o amminici in posizione 3 o 5 sono inattivi.